# قلعه ماروئوکا
قلعه ماروئوکا (به ژاپنی: 丸岡城, Maruoka-jō)، یک قلعه ژاپنی به سبک «هیرایاما» (قلعه ژاپنی) واقع در محله ماروئوکا در شهر ساکای، فوکوئی، استان فوکوئی، در منطقه هوکوریکو ژاپن است.
طبق افسانهٔ «او-شیزو، هیتوباشیرا» قلعه ماروئوکا با «ستون انسانی» ساخته شده‌است. در حین ساخت، پایه سنگی (تنشو) بدون توجه به چند بار انباشته شدن همچنان در حال فرو ریختن بود. یکی از رعیت‌ها پیشنهاد کرد برای دلجویی از خدایان باید از کسی قربانی انسانی یا هیتوباشیرا را انجام دهد. او-شیزو، یک زن یک چشم که دارای دو فرزند بود و زندگی فقیرانه‌ای داشت، به عنوان هیتوباشیرا انتخاب شد. او تصمیم گرفت قربانی شود به شرط این که یکی از فرزندانش توسط شیباتا کاتسوتویو پرورش یابد تا به یک سامورایی تبدیل شود. در حالت ایستاده سنگ‌های پایه قلعه در اطراف او قرار گرفتند تا اینکه سرانجام او را خرد کردند. طبق این افسانه فداکاری این زن باعث شد تا ساخت و ساز با موفقیت به پایان برسد.